# Medusanebel
Abell 21 oder Sharpless 2-274, auch bekannt als Medusa-Nebel ist ein ausgedehnter planetarischer Nebel mit geringer Flächenhelligkeit im Sternbild Zwillinge nahe der Ekliptik. Seinen Eigennamen verdankt der Nebel den schlangenartigen Gasfilamente, die ans Haar der Medusa erinnern.
Er wurde 1955 unabhängig voneinander durch George Ogden Abell am Palomar-Observatorium und Hugh M. Johnson im Rahmen des Yerkes-McDonald-Survey entdeckt. Bis in die 1970er wurde auch erwogen, dass es sich um ein Supernovaüberrest handeln könnte. Aufgrund der berechneten Ausdehnungsgeschwindigkeit und des thermischen Charakters der Radioemission schlossen sowjetische Astronomen 1971, dass die ursprüngliche Klassifizierung am wahrscheinlichsten ist.
Das Objekt  ist nicht zu verwechseln mit dem Galaxienhaufen Abell 21 oder den verschmelzenden Galaxien NGC 4194, die aufgrund ihrer Erscheinung manchmal auch mit dem Medusenhaupt in Verbindung gebracht werden.